# Миядзава, Саэ
Са́э Миядза́ва (яп. 宮澤 佐江 Миядзава Саэ, род. 13 августа 1990 года в префектуре Токио, Япония) — японский идол, певица и актриса, участница команды К японской поп-группы AKB48

## Биография
2007
В 2007 году выпустила два сингла в составе группы Chocolove from AKB48 вместе с Риной Наканиси и Саякой Акимото.
2008
В сезоне 2008—2009 годов играла одну из главных ролей в дораме «Tetsudo Musume: Girls be ambitious!» вместе в другой участницей AKB48, Томоми Касай.
2009
В июне—июле 2009 года в отборе для участия в 13-м сингле заняла 14-е место и вошла в основной состав.
В августе 2009 года вышла первая фотокнига Саэ Миядзавы, «Kanojo» (яп. 彼女 Канодзё).
2010
В мае—июне 2010 года в отборе для участия в 17-м сингле («Heavy Rotation») заняла 9-е место, набрав 12560 голосов.
21 сентября 2010 года выбыла во втором раунде отборочного турнира 19-го сингла AKB48 по игре «камень, ножницы, бумага».
В начале октября 2010 года было анонсировано, что Саяка Акимото и Саэ Миядзава примут участие в новом проекте продюсера Одзи Хирои под названием «Double Heroine». Хирои в 2009 году был продюсером мюзикла «Infinity» с участием AKB48, в котором и Акимото, и Миядзава принимали участие.

## Дискография

### Синглы
AKB48
- Aitakatta (会いたかった)
- Seifuku ga jama wo Suru (制服が邪魔をする)
- Keibetsu Shiteita Aijou (軽蔑していた愛情)
- Bingo!
- Boku no Taiyou (僕の太陽)
- Yuuhi wo Miteru ka? (夕陽を見ているか?)
- Romance, Irane (ロマンス、イラネ)
- Sakura no Hanabiratachi 2008 (桜の花びらたち 2008)
- Baby! Baby! Baby!
- Oogoe Diamond (大声ダイヤモンド)
- 10nen Zakura (10年桜)
- Namida Surprise! (涙サプライズ!)
- Iiwake Maybe (言い訳Maybe)
- River
- Ponytail to Chouchou (ポニーテールとシュシュ)
  - Majijo Teppen Blues (マジジョテッペンブルース)
- Heavy Rotation (ヘビーローテーション)
- Beginner

Chocolove from AKB48
- Ashita wa Ashita no Kimi ga Umararu
- MAIL no Namida

Team PB
- Enkyori Poster (遠距離ポスター)

Yasai Sisters
- Yasai Sisters (野菜シスターズ)

## Фильмография

### Фильмы
| Год  | Название           | Оригинальное название              | Роль |
| ---- | ------------------ | ---------------------------------- | ---- |
| 2007 | Суицидальная песня | Densen Uta (яп. 伝染歌 Дэнсэн ута) |      |
|      | Three Day Boys     |                                    |      |

### Телевизионные сериалы
| Год       | Название                                                                      | Оригинальное название | Роль    |
| --------- | ----------------------------------------------------------------------------- | --------------------- | ------- |
|           | Небо любви (яп. 「恋空」)                                                     |                       |         |
| 2008—2009 | Tetsudo Musume: Girls be ambitious (яп. 「鉄道むすめ～Girls be ambitious～」) |                       |         |
| 2010      | Majisuka Gakuen                                                               | マジすか学園          | Гакуран |